# Contea di Forsyth (Georgia)
La contea di Forsyth (in inglese Forsyth County) è una contea dello Stato della Georgia, negli Stati Uniti. La popolazione al censimento del 2000 era di 98 407 abitanti. Il capoluogo di contea è Cumming.